# Friedrich Schmidt (géologo)
Friedrich Karl (Fiódor Bogdanovich) Schmidt (translitera del cirílico ruso Фёдор Богданович Шмидт) 15 de enero de 1832 - 8 de noviembre de 1908 ) fue un geólogo y botánico estonio.
Estudia botánica en la Universidad de Tartu. De 1856 a 1859 trabaja como asistente del director del jardín botánico de Tartu. Durante sus excursiones botánicas recolecta y publica además sus observaciones sobre las rocas del Ordoviciano en Estonia así como una carta detallada de la región. De 1859 a 1962 toma parte con colegas rusos de numerosas expediciones para estudiar la fauna, la flora y la geología del norte siberiano.
Se traslada a San Petersburgo donde publica artículos sobre los depósitos glaciares de Estonia y sobre los peces del Silúrico. Entre 1866-1867 conduce una expedición a Siberia descubriendo el primer mamut con sus partes blandas conservadas.
Después de un descanso en Alemania para curarse de dolencias contraídas en su última expedición; retorna a San Petersburgo en el otoño de 1870. Schmidt es designado miembro de la Academia de Ciencias de Rusia en 1872 y al año siguiente director del Museo de mineralogía de San Petersburgo. Hacia el fin de su vida se interesa particularmente sobre trilobitas y se asegura una colección, destacándose además particularmente en utilizar fósiles para resolver problemas estratigráficos y así publica numerosos artículos en ese sentido.
Schmidt recorre Suecia, Alemania, EE. UU., Canadá, y participa de todos los congresos internacionales de geología entre 1884 y 1891 y organiza el que tiene lugar en San Petersburgo en 1897. Recibe la medalla Wollaston en 1890.

## Algunas publicaciones
- 1866. De praescriptionis in obligationibus effectu ... Ed. typis expressit Gustavus Lange, 63 pp. en línea

- 1858. Untersuchungen über die Silurische Formation von Estland, Nord-Livland und Oesel. Archiv für die Naturkunde Liv-, Est- und Kurlands. Erste Serie, Zweiter Band, 1858, pp. 1–248

- 1881-1907. Revision der ostbaltischen silurischen Trilobiten, Mémoires de l’Académie Impériale des Sciences de St.-Pétersbourg, 9 vols. vol. 3 vom schwedischen Paläontologen Gerhard Holm

- 1882. On the Silurian (and Cambrian) strata of the Baltic Provinces of Russia, as compared with those of Scandinavia and the British Isles. Quarterly J. of the Geological Soc. of London 38: 514–536